# Ma Barker
Pour les articles homonymes, voir Barker.
Ne doit pas être confondu avec Ma Baker.
Arizona Donnie Clark, plus connue sous le surnom de Ma Barker, également connue comme Arrie Baker, ou encore Kate Barker, est une criminelle américaine née le 8 octobre 1873 à Ash Grove (Missouri) et morte le 16 janvier 1935 dans le comté de Marion (Floride).
Elle dirigea un gang composé de ses fils et spécialisé dans le rapt, les braquages de banque et la grande criminalité dans le Midwest des années 1920.

## Biographie
Arizona Donnie Clark, dite « Arrie », est la fille de John Clark et Emaline Parker. En 1892, elle épouse George Barker dans le comté de Lawrence. Le couple a quatre enfants : Herman (1893-1927), Lloyd (1897-1949), Arthur (1899-1939) et Fred (1901-1935).
Livrés à eux-mêmes, les frères tombent dans la délinquance dès les années 1910, multipliant les vols avant d'être impliqués dans plusieurs meurtres. Le 29 août 1927, Herman se suicide lors d'un vol ayant mal tourné afin de ne pas tomber entre les mains de la police. En 1928, Lloyd est incarcéré au pénitencier de Leavenworth (Kansas), Arthur dit « Doc » à la prison d’État de l'Oklahoma et Fred à celle du Kansas.
Son mari ayant abandonné le foyer, Arrie vit d'expédients. En 1930, elle s'installe à Tulsa avec un certain Arthur W. Dunlop qu'elle présente comme son mari. L'année suivante, Fred sort de prison et fonde avec un ancien co-détenu, Alvin Karpis, le gang Barker-Karpis. Le meurtre du shérif C. Roy Kelly à West Plains, le 19 décembre 1931, les oblige à quitter le territoire. Considérée comme complice, Arrie part avec eux. Ils sont rejoints par Arthur, libéré en 1932. Le gang s'installe à Chicago mais, refusant de travailler pour Al Capone, opte finalement pour Saint Paul au Minnesota. Ses membres prospèrent sous la protection du chef de la police Thomas Brown, ajoutant le kidnapping à leur palmarès.
Reconnus par un voisin (leur tête faisant la une des journaux) qui prévient la police, ils fuient à nouveau, exécutant au passage Dunlop qu'ils accusent - à tort - de les avoir dénoncés. Ils se réfugient à Menomonie dans le Wisconsin. Mais en 1933, ils sont de retour à Saint Paul avec de nouveaux projets d'enlèvements. Après avoir obtenu une rançon de 100 000$ pour l'homme d'affaires William Hamm, ils s'attaquent à Edward Bremer, contre lequel ils obtiennent 200 000$.

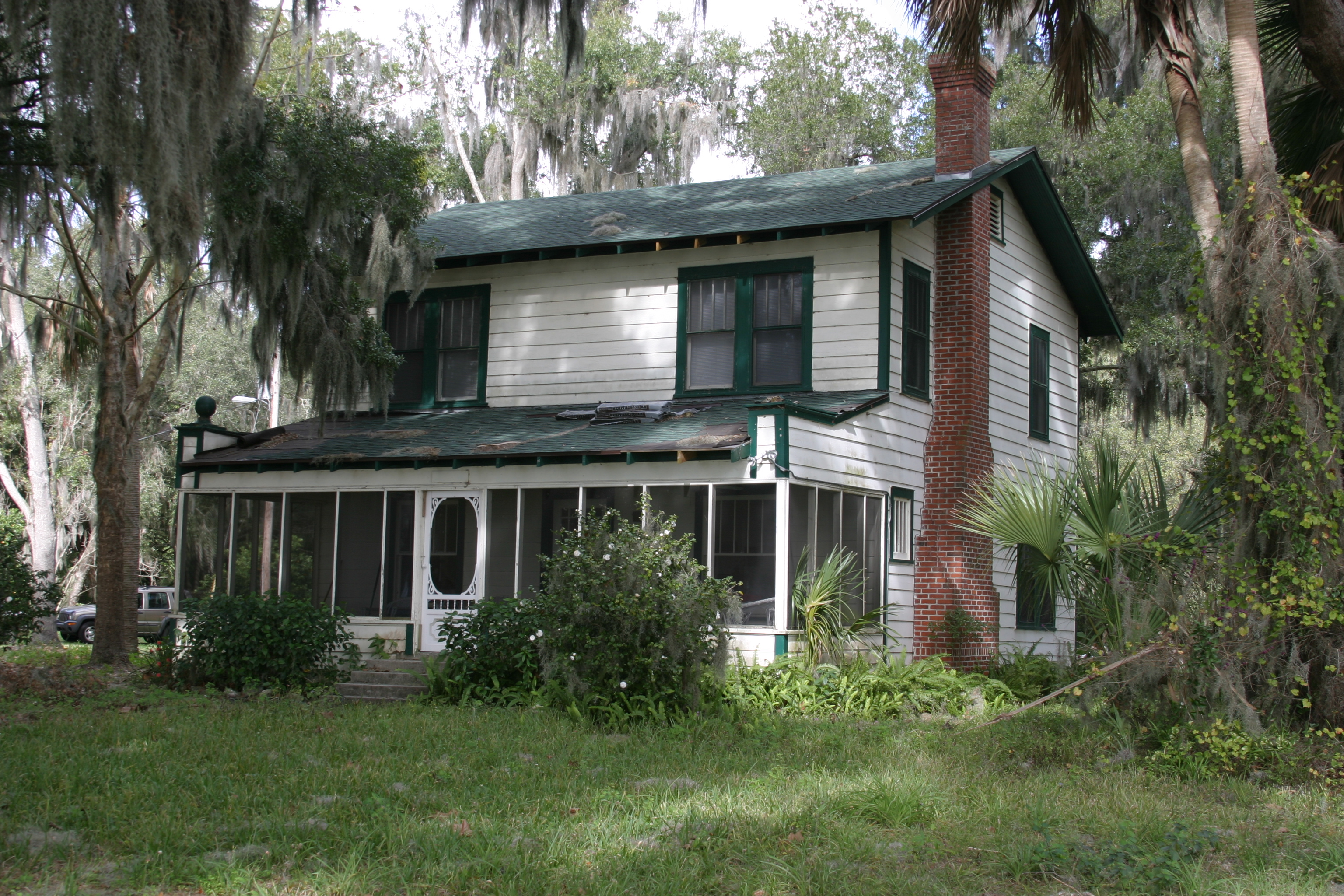
« Ma » et Fred Barker sont morts dans la chambre de gauche au premier étage de cette maison près du lac Weir en Floride.

Arrie, connue au sein du gang sous le nom de Kate, est chargée de blanchir l'argent. Arthur est arrêté à Chicago le 8 janvier 1935, en possession d'une carte indiquant la cachette des autres membres du gang à Ocklawaha (Floride). Le FBI, sous la direction d'Edward J. Connelley, localise rapidement la maison au 13250 East, Highway C-25, en Floride. Ils l'encerclent le 16 janvier. Seuls « Ma » et Fred s'y trouvent. Ce dernier ouvre le feu.
Lorsque leurs deux corps sont retrouvés après la fusillade, celui de Fred est criblé de balles et celui de « Ma » n'en comporte qu'une. Ils sont inhumés dans le cimetière Williams Timberhill de Welch, auprès de Herman Barker.

## Postérité
Ma Barker fait l'objet d'une chanson chantée par le groupe de disco Boney M. avec le titre Ma Baker (nom modifié volontairement par le compositeur pour des questions de sonorité).
Elle a aussi clairement[réf. nécessaire] inspiré le personnage de Ma Dalton des albums de Lucky Luke et celui de Ma Rapetou des Rapetou apparaissant pour la première fois en novembre 1951 dans l'histoire Donald et l'Auto-défense (Terror of the Beagle Boys) parue dans la revue Walt Disney's Comics and Stories #134.
Elle inspire également, avec son gang, le gang et le personnage de Ma Grissom dans le roman de James Hadley Chase, Pas d'orchidées pour Miss Blandish (1939), adapté notamment au cinéma par Robert Aldrich en 1971, et le personnage de Ma Webster, dans le roman Person in Hiding, attribué à J. Edgar Hoover et adapté au cinéma par James Patrick Hogan en 1940 sous le titre Queen of the Mob.
Un film americain Ma Barker et son gang 1960 de Bill Karn avec Lurene Tuttle dans le rôle de Kate Barker.
Un film américain de 1970 nommé Bloody Mama avec Shelley Winters dans le rôle de Ma Barker s'inspire de son histoire ainsi qu'un autre film américain de 1996 nommé Public Enemies où son rôle est interprété par Theresa Russell.
Son histoire est retracée dans un épisode de la saison 1 de la série Les Incorruptibles intitulé « Ma Barker et ses fils », où elle est interprétée par Claire Trevor.
Ma Barker, ses quatre fils, son mari, Arthur W.Dunlop entre autres sont les personnages d'une pièce française écrite par Jean Audureau : À Memphis il y a un homme d'une force prodigieuse.
La création de la pièce a eu lieu en 1966 dans une mise en scène d'Antoine Bourseiller.
Elle est éditée en 1977 dans la collection Théâtre oblique.
Elle est créée en Belgique en 1980 dans la mise en scène de Claude Etienne au Rideau de Bruxelles avec Françoise Villiers dans le rôle de Ma Barker.
En 1981, la Comédie Francaise monte la pièce à l'Odéon dans une mise en scène d'Henri Ronse avec Tania Torrens dans le rôle de Ma Barker..
Jean Audureau a écrit plusieurs versions de l'histoire de Ma Barker. Une pièce parue en 1996 aux éditions Actes Sud - Papiers s'intitule Katherine Barker. Une autre pièce parue également aux éditions Actes-Sud - Papiers, Hélène, est la suite rêvée de l'histoire de Ma Barker et de ses fils après qu'ils ont été tués.